# Уэстбрук (тауншип, Миннесота)
Уэстбрук (англ. Westbrook) — тауншип в округе Коттонвуд, Миннесота, США. На 2000 год его население составило 302 человека.

## География
По данным Бюро переписи населения США площадь тауншипа составляет 91,8 км², из которых 89,9 км² занимает суша, а 1,9 км² — вода (2,03 %).

## Демография
По данным переписи населения 2000 года здесь находились 302 человека, 102 домохозяйства и 85 семей.  Плотность населения —  3,4 чел./км².  На территории тауншипа расположено 106 построек со средней плотностью 1,2 построек на один квадратный километр. Расовый состав населения: 99,34 % белых, 0,66 % — других рас США. Испанцы или латиноамериканцы любой расы составляли 0,66 % от популяции тауншипа.
Из 102 домохозяйств в 30,4 % воспитывались дети до 18 лет, в 72,5 % проживали супружеские пары, в 3,9 % проживали незамужние женщины и в 15,7 % домохозяйств проживали несемейные люди. 13,7 % домохозяйств состояли из одного человека, при том 7,8 % из — одиноких пожилых людей старше 65 лет. Средний размер домохозяйства — 2,53, а семьи — 2,77 человека.
21,2 % населения — младше 18 лет, 4,6 % — в возрасте от 18 до 24 лет, 16,2 % — от 25 до 44, 28,5 % — от 45 до 64, и 29,5 % — старше 65 лет. Средний возраст — 50 лет. На каждые 100 женщин приходилось 94,8 мужчин.  На каждые 100 женщин старше 18 приходилось 91,9 мужчин.
Средний годовой доход домохозяйства составлял 40 000 долларов, а средний годовой доход семьи —  41 429 долларов. Средний доход мужчин —  28 125  долларов, в то время как у женщин — 21 250. Доход на душу населения составил 19 905 долларов. За чертой бедности находились 2,4 % семей и 3,2 % всего населения тауншипа, из которых 8,3 % старше 65 лет.